# Bosanski vjestnik (novine)
Bosanski vjestnik je prvi bosanskohercegovački list tiskan u Bosni i Hercegovini. Pokrenuo ga je Ignjat Sopron.

## Povijest
Bosanski vjestnik je prva novina tiskana u Bosni i Hercegovini. List je izdavala i uređivala Sopronova pečatnja, odnosno njegov vlasnik Ignjat Sopron. Bio je to političko-informativni i obrazovni tjednik koji je izlazio od 1866. do 1867. godine, u Sarajevu. U Bosanskom vjestniku po prvi put dat je osvrt na jednu knjigu. Bio je to prikaz knjige "Naravoučenije o čoveku i njegovim dužnostima" koja je štampana u Sopronovoj Pečatnji.
Tiskan ćirilicom, izlazio je jedanput tjedno. Prva četiri broja svakog četvrtka, a od petog broja izlazio je subotom jer je pošta iz Sarajeva polazila nedjeljom. Prema nekim list je bio formata 36x26cm, dok je po drugim 25x84cm. U pretplati je list koštao 60 turskih groša uz 8 groša poštarine.
U listopadu 1866. godine "Sopronova pečatnja" mijenja ime u Vilajetska Pečatnja. Od br. 1 (1867.) list se štampa u Vilajetskoj Pečatnji. Nova promjena imena se desila nakon prodaje "pečatnje." Od proljeća 1867. mijenja ime u Vilajetska tiskara. Nakon prodaje tiskare vladi, Sopron nastavlja uređivati list do proljeća 1867. godine.

## Vanjske poveznice
- Bosanski vjestnik, na nub.ba  Arhivirana inačica izvorne stranice od 29. kolovoza 2019. (Wayback Machine)